# آ هوآنگ
آ هوآنگ (انگلیسی: A Hoàng؛ زادهٔ ۳۱ ژوئیهٔ ۱۹۹۵) یک ورزشکارِ فوتبالیست اهل ویتنام است.
وی همچنین در تیم‌های ملی فوتبال ویتنام و ویتنام زیر ۲۳ سال بازی کرده است.